# Tennis de table aux Jeux olympiques d'été de 1992
Pour un article plus général, voir Tennis de table aux Jeux olympiques.
Navigation
Séoul 1988 Atlanta 1996
Le tennis de table est présent pour la deuxième fois à des Jeux olympiques lors des J.O de Barcelone.
La finale du simple messieurs réunit deux européens : elle est remportée par le no 1 suédois Jan-Ove Waldner face au Français Jean-Philippe Gatien.

## Tableau des médailles
| Rang | Nation        | Or | Argent | Bronze | Total |
| ---- | ------------- | -- | ------ | ------ | ----- |
| 1    | Chine         | 3  | 2      | 1      | 6     |
| 2    | Suède         | 1  | 0      | 0      | 1     |
| 3    | France        | 0  | 1      | 0      | 1     |
| 3    | Allemagne     | 0  | 1      | 0      | 1     |
| 5    | Corée du Sud  | 0  | 0      | 5      | 5     |
| 6    | Corée du Nord | 0  | 0      | 2      | 2     |

## Podiums
| Épreuve          | Or                    | Argent                       | Bronze                       |
| ---------------- | --------------------- | ---------------------------- | ---------------------------- |
| Simple messieurs | Jan-Ove Waldner       | Jean-Philippe Gatien         | Ma Wenge                     |
| Simple messieurs | Jan-Ove Waldner       | Jean-Philippe Gatien         | Kim Taek-soo                 |
| Simple dames     | Deng Yaping           | Qiao Hong                    | Hyun Jung-hwa                |
| Simple dames     | Deng Yaping           | Qiao Hong                    | Li Bun-hui                   |
| Double messieurs | Lu Lin Wang Tao       | Steffen Fetzner Jörg Roßkopf | Kang Hee-chan Lee Chul-seung |
| Double messieurs | Lu Lin Wang Tao       | Steffen Fetzner Jörg Roßkopf | Kim Taek-soo Yoo Nam-kyu     |
| Double dames     | Deng Yaping Qiao Hong | Chen Zihe Gao Jun            | Hyun Jung-hwa Hong Cha-ok    |
| Double dames     | Deng Yaping Qiao Hong | Chen Zihe Gao Jun            | Li Bun-hui Yu Sun-bok        |